# نوک‌بزرگ زردوسیاه
نوک‌بزرگ زردوسیاه (نام علمی: Mycerobas icterioides)، گونه‌ای از سهره‌های بومی بخش‌های شمالی شبه‌قاره هند، عمدتاً هیمالیاهای پایین و میانی است. از خانواده سهرگان (Fringillidae) است.
این گونه در سراسر افغانستان، هند، نپال و پاکستان که زیستگاه طبیعی آن جنگل‌های معتدل است، پراکنش دارد.